# Luigi Ganna
Luigi Ganna (1. prosinca 1883. – 2. listopada 1957.) bio je talijanski profesionalni natjecatelj na cestovnim utrkama biciklista. Luigi Ganna najpoznatiji je kao ukupni pobjednik na prvom izdanju biciklističke cestovne utrke Giro d'Italia, održane 1909.g. 
Luigi Ganna je rođen u Induno Olona, u blizini Varese, u Lombardiji, a u svojoj karijeri od značajnijih utrka pobijedio je 1909. na utrci Milano – Sanremo.